# Ørknens Rædsler
Ørknens Rædsler (originaltitel Fires of Fate) er en britisk stumfilm fra 1923 af Tom Terriss.

## Medvirkende
- Wanda Hawley som Dorinne Adams
- Nigel Barrie som Egerton
- Pedro de Cordoba som Ibrahim
- Stewart Rome som Samuel Rodin
- Edith Craig som Miss Adams
- Percy Standing som Stephen Belmont
- Arthur M. Cullin som Sir Charles Rodin
- Douglas Munro som Mansoor
- Cyril Smith som Howard Cecil